# Bembidion carinula
Bembidion carinula es una especie de escarabajo del género Bembidion, familia Carabidae. Fue descrita científicamente por Chaudoir en 1868.
Habita en Canadá y los Estados Unidos. Mide 4,6-6,3 mm. Se encuentra en aguas estancadas, también es posible que frecuente terrenos arenosos.